# 2015-ös afrikai nemzetek kupája (keretek)
Ez a szócikk tartalmazza a 2015-ös afrikai nemzetek kupájában részt vevő csapatok által nevezett játékosok listáját. Minden csapatnak huszonhárom játékost kellett neveznie.

## A csoport

### Egyenlítői-Guinea
Szövetségi kapitány:  Esteban Becker
| Szám | Poszt | Név              | Születési dátum (Kor)            | Vál. | Klub                       |
| ---- | ----- | ---------------- | -------------------------------- | ---- | -------------------------- |
| 1    | K     | Felipe Ovono     | 1993. július 26. (21 évesen)     | 6    | Deportivo Mongomo          |
| 2    | V     | Dani Evuy        | 1985. március 11. (29 évesen)    | 4    | Leones Vegetarianos        |
| 3    | V     | Igor             | 1995. január 4. (20 évesen)      | 0    | Tropezón                   |
| 4    | V     | Rui              | 1985. május 28. (29 évesen)      | 14   | Hibernians                 |
| 5    | V     | Diosdado Mbele   | 1997. április 8. (17 évesen)     | 7    | Leones Vegetarianos        |
| 6    | KP    | Juvenal          | 1979. április 3. (35 évesen)     | 24   | FC Santa Coloma            |
| 7    | KP    | Rubén Belima     | 1992. február 11. (22 évesen)    | 1    | Real Madrid Castilla       |
| 8    | KP    | Randy            | 1987. június 2. (27 évesen)      | 19   | Iraklísz Pszahnón          |
| 9    | CS    | Raúl Fabiani     | 1984. február 23. (30 évesen)    | 3    | Olímpic Xàtiva             |
| 10   | KP    | Emilio Nsue      | 1989. szeptember 30. (25 évesen) | 2    | Middlesbrough              |
| 11   | KP    | Javier Balboa    | 1985. május 13. (29 évesen)      | 10   | Estoril                    |
| 12   | CS    | Iván Bolado      | 1989. július 3. (25 évesen)      | 7    | Pune City                  |
| 13   | K     | Aitor Embela     | 1996. április 17. (18 évesen)    | 0    | Málaga                     |
| 14   | CS    | Kike Boula       | 1993. július 17. (21 évesen)     | 0    | Mallorca B                 |
| 15   | CS    | Ibán             | 1995. december 11. (19 évesen)   | 0    | Valencia Mestalla          |
| 16   | V     | Sipo             | 1988. április 21. (26 évesen)    | 16   | AÉ Lárnakasz               |
| 17   | CS    | Rubén Darío Nsue | 1993. június 21. (21 évesen)     | 0    | Leones Vegetarianos        |
| 18   | KP    | Viera Ellong     | 1987. június 14. (27 évesen)     | 8    | The Panthers               |
| 19   | KP    | Charly           | 1985. február 18. (29 évesen)    | 0    | College Europa             |
| 20   | V     | Miguel Mayé      | 1990. december 8. (24 évesen)    | 0    | Akonangui                  |
| 21   | KP    | Iván Zarandona   | 1980. augusztus 30. (34 évesen)  | 14   | Biu Chun Rangers           |
| 22   | KP    | Pablo Ganet      | 1994. november 4. (20 évesen)    | 0    | San Sebastián de los Reyes |
| 23   | K     | Carlos Mosibe    | 1991. március 12. (23 évesen)    | 0    | Atlético Malabo            |

### Burkina Faso
Szövetségi kapitány:  Paul Put
| Szám | Poszt | Név               | Születési dátum (Kor)            | Vál. | Klub                  |
| ---- | ----- | ----------------- | -------------------------------- | ---- | --------------------- |
| 1    | K     | Moussa Fofana     | 1992. július 31. (22 évesen)     | 0    | Kadiogo               |
| 2    | V     | Steeve Yago       | 1992. december 16. (22 évesen)   | 13   | Toulouse              |
| 3    | KP    | Moussa Yedan      | 1989. július 20. (25 évesen)     | 4    | al-Ahli               |
| 4    | V     | Bakary Koné       | 1988. április 27. (26 évesen)    | 48   | Lyon                  |
| 5    | V     | Mohamed Koffi     | 1986. december 30. (28 évesen)   | 44   | Zamalek               |
| 6    | KP    | Djakaridja Koné   | 1986. július 22. (28 évesen)     | 30   | Évian                 |
| 7    | KP    | Florent Rouamba   | 1986. december 31. (28 évesen)   | 48   | Bastia                |
| 8    | V     | Paul Koulibaly    | 1986. március 24. (28 évesen)    | 48   | Horoya                |
| 9    | V     | Issa Gouo         | 1989. szeptember 9. (25 évesen)  | 11   | Kaloum Star           |
| 10   | KP    | Alain Traoré      | 1988. december 31. (26 évesen)   | 33   | Lorient               |
| 11   | KP    | Jonathan Pitroipa | 1986. április 12. (28 évesen)    | 52   | Al-Jazira             |
| 12   | KP    | Adama Guira       | 1988. április 24. (26 évesen)    | 2    | SønderjyskE           |
| 13   | V     | Narcisse Bambara  | 1989. június 23. (25 évesen)     | 11   | Universitatea Cluj    |
| 14   | V     | Wilfried Balima   | 1985. március 20. (29 évesen)    | 24   | Sheriff Tiraspol      |
| 15   | CS    | Aristide Bancé    | 1984. szeptember 19. (30 évesen) | 44   | Helsingin JK          |
| 16   | K     | Abdoulaye Soulama | 1979. november 29. (35 évesen)   | 44   | Hearts of Oak         |
| 17   | KP    | Jonathan Zongo    | 1992. december 2. (22 évesen)    | 13   | Almería               |
| 18   | KP    | Charles Kaboré () | 1988. február 9. (26 évesen)     | 58   | Kubany Krasznodar     |
| 19   | KP    | Bertrand Traoré   | 1995. szeptember 6. (19 évesen)  | 17   | SBV Vitesse           |
| 20   | CS    | Issiaka Ouédraogo | 1988. augusztus 19. (26 évesen)  | 16   | Admira Wacker Mödling |
| 21   | CS    | Abdou Traoré      | 1988. december 28. (26 évesen)   | 23   | Kardemir Karabükspor  |
| 22   | KP    | Préjuce Nakoulma  | 1987. április 21. (27 évesen)    | 21   | Mersin İdmanyurdu     |
| 23   | K     | Germain Sanou     | 1992. május 26. (22 évesen)      | 15   | Beauvais              |

### Gabon
Szövetségi kapitány:  Jorge Costa
| Szám | Poszt | Név                       | Születési dátum (Kor)            | Vál. | Klub              |
| ---- | ----- | ------------------------- | -------------------------------- | ---- | ----------------- |
| 1    | K     | Didier Ovono              | 1983. január 23. (31 évesen)     | 73   | Oostende          |
| 2    | V     | Aaron Appindangoyé        | 1992. február 2. (22 évesen)     | 16   | Mounana           |
| 3    | CS    | Johann Lengoualama        | 1992. szeptember 29. (22 évesen) | 8    | Difaâ El Jadidi   |
| 4    | V     | Yrondu Musavu-King        | 1992. január 8. (23 évesen)      | 7    | Caen              |
| 5    | V     | Bruno Ecuele Manga        | 1988. július 16. (26 évesen)     | 44   | Cardiff City      |
| 6    | V     | Johann Obiang             | 1993. július 5. (21 évesen)      | 4    | Châteauroux       |
| 7    | CS    | Malick Evouna             | 1992. november 28. (22 évesen)   | 9    | Vidad Casablanca  |
| 8    | V     | Lloyd Palun               | 1988. november 28. (26 évesen)   | 23   | Nice              |
| 9    | CS    | Pierre-Emerick Aubameyang | 1989. június 18. (25 évesen)     | 38   | Borussia Dortmund |
| 10   | CS    | Frédéric Bulot            | 1990. szeptember 27. (24 évesen) | 7    | Charlton Athletic |
| 11   | KP    | Lévy Madinda              | 1992. június 11. (22 évesen)     | 26   | Celta Vigo        |
| 12   | KP    | Guélor Kanga              | 1990. szeptember 1. (24 évesen)  | 13   | FK Rosztov        |
| 13   | KP    | Samson Mbingui            | 1992. február 9. (22 évesen)     | 14   | MC El Eulma       |
| 14   | V     | Randal Oto’o              | 1994. május 23. (20 évesen)      | 4    | Braga             |
| 15   | V     | Henri Junior Ndong        | 1992. augusztus 23. (22 évesen)  | 8    | Auxerre           |
| 16   | K     | Anthony Mfa Mezui         | 1991. március 7. (23 évesen)     | 1    | Metz              |
| 17   | KP    | André Biyogo Poko         | 1993. március 7. (21 évesen)     | 26   | Bordeaux          |
| 18   | KP    | Alexander N'Doumbou       | 1992. január 4. (23 évesen)      | 6    | Marseille         |
| 19   | V     | Benjamin Zé Ondo          | 1987. június 18. (27 évesen)     | 7    | ES Sétif          |
| 20   | KP    | Bonaventure Sokambi       | 1991. január 29. (23 évesen)     | 9    | ASO Chlef         |
| 21   | CS    | Romaric Rogombé           | 1990. november 25. (24 évesen)   | 15   | Léopards          |
| 22   | KP    | Didier Ibrahim N'Dong     | 1994. június 17. (20 évesen)     | 10   | Lorient           |
| 23   | K     | Yves Bitséki              | 1983. április 23. (31 évesen)    | 12   | Bitam             |

### Kongó
Szövetségi kapitány:  Claude Le Roy
| Szám | Poszt | Név                       | Születési dátum (Kor)            | Vál. | Klub             |
| ---- | ----- | ------------------------- | -------------------------------- | ---- | ---------------- |
| 1    | K     | Christoffer Mafoumbi      | 1994. március 3. (20 évesen)     | 4    | Le Pontet        |
| 2    | V     | Francis N'Ganga           | 1985. június 16. (29 évesen)     | 31   | Charleroi        |
| 3    | V     | Igor N'Ganga              | 1987. április 14. (27 évesen)    | 13   | Aarau            |
| 4    | V     | Boris Moubhibo            | 1988. október 25. (26 évesen)    | 16   | Léopards         |
| 5    | V     | Arnold Bouka Moutou       | 1988. november 28. (26 évesen)   | 6    | Angers           |
| 6    | V     | Dimitri Bissiki           | 1991. március 17. (23 évesen)    | 13   | Léopards         |
| 7    | KP    | Prince Oniangue           | 1988. november 4. (26 évesen)    | 24   | Reims            |
| 8    | KP    | Delvin N'Dinga            | 1988. március 14. (26 évesen)    | 34   | Olimbiakósz      |
| 9    | CS    | Silvère Ganvoula M'boussy | 1996. június 22. (18 évesen)     | 4    | Raja Casablanca  |
| 10   | CS    | Férébory Doré             | 1989. január 21. (25 évesen)     | 19   | CFR Cluj         |
| 11   | CS    | Fabrice N'Guessi          | 1988. február 27. (26 évesen)    | 20   | Vidad Casablanca |
| 12   | CS    | Francis Litsingi          | 1986. szeptember 10. (28 évesen) | 7    | Teplice          |
| 13   | CS    | Thievy Bifouma            | 1992. május 13. (22 évesen)      | 8    | Almería          |
| 14   | KP    | Césaire Gandzé            | 1989. március 6. (25 évesen)     | 19   | Léopards         |
| 15   | CS    | Ladislas Douniama         | 1986. május 24. (28 évesen)      | 26   | Guingamp         |
| 16   | K     | Chancel Massa             | 1985. augusztus 28. (29 évesen)  | 12   | Léopards         |
| 17   | KP    | Chris Malonga             | 1987. július 11. (27 évesen)     | 18   | Lausanne         |
| 18   | V     | Marvin Baudry             | 1990. január 26. (24 évesen)     | 7    | Amiens           |
| 19   | CS    | Dominique Malonga         | 1989. január 8. (26 évesen)      | 2    | Hibernian        |
| 20   | KP    | Hardy Binguila            | 1996. július 17. (18 évesen)     | 7    | Diables Noirs    |
| 21   | KP    | Sagesse Babélé            | 1993. február 13. (21 évesen)    | 5    | Léopards         |
| 22   | K     | Pavelh Ndzila             | 1995. január 12. (20 évesen)     | 0    | Étoile du Congo  |
| 23   | V     | Atoni Mavoungou           | 1996. december 22. (18 évesen)   | 0    | ACNFF            |

## B csoport

### Zambia
Szövetségi kapitány:  Honour Janza
| Szám | Poszt | Név                  | Születési dátum (Kor)            | Vál. | Klub                |
| ---- | ----- | -------------------- | -------------------------------- | ---- | ------------------- |
| 1    | K     | Danny Munyao         | 1987. január 21. (27 évesen)     | 10   | Red Arrows          |
| 2    | V     | Donashano Malama     | 1987. július 1. (27 évesen)      | 6    | Nkana               |
| 3    | KP    | Chisamba Lungu       | 1991. január 31. (23 évesen)     | 32   | Ural Jekatyerinburg |
| 4    | V     | Christopher Munthali | 1991. február 2. (23 évesen)     | 18   | Nkana               |
| 5    | V     | Rodrick Kabwe        | 1992. november 30. (22 évesen)   | 12   | Zanaco              |
| 6    | V     | Davies Nkausu        | 1986. január 1. (29 évesen)      | 25   | Bloemfontein Celtic |
| 7    | KP    | Spencer Sautu        | 1994. október 5. (20 évesen)     | 1    | Green Eagles        |
| 8    | KP    | Bruce Musakanya      | 1993. szeptember 25. (21 évesen) | 14   | Red Arrows          |
| 9    | CS    | Ronald Kampamba      | 1991. december 28. (23 évesen)   | 11   | Nkana               |
| 10   | KP    | Mukuka Mulenga       | 1993. július 6. (21 évesen)      | 16   | Bloemfontein Celtic |
| 11   | KP    | Lubambo Musonda      | 1995. május 5. (19 évesen)       | 4    | Ulisz               |
| 12   | CS    | Evans Kangwa         | 1994. június 21. (20 évesen)     | 7    | Hapoel Ra'anana     |
| 13   | V     | Stoppila Sunzu       | 1989. június 22. (25 évesen)     | 47   | Sanghaj Greenland   |
| 14   | KP    | Kondwani Mtonga      | 1986. június 14. (28 évesen)     | 20   | Shillong Lajong     |
| 15   | CS    | Given Singuluma      | 1986. július 11. (28 évesen)     | 25   | Mazembe             |
| 16   | K     | Kennedy Mweene       | 1984. november 12. (30 évesen)   | 89   | Mamelodi Sundowns   |
| 17   | KP    | Rainford Kalaba ()   | 1986. augusztus 14. (28 évesen)  | 77   | Mazembe             |
| 18   | V     | Emmanuel Mbola       | 1993. május 10. (21 évesen)      | 42   | Hapoel Ra'anana     |
| 19   | KP    | Nathan Sinkala       | 1991. április 23. (23 évesen)    | 31   | Grasshoppers        |
| 20   | CS    | Emmanuel Mayuka      | 1990. november 21. (24 évesen)   | 54   | Southampton         |
| 21   | CS    | Jackson Mwanza       | 1987. február 6. (27 évesen)     | 3    | ZESCO United        |
| 22   | K     | Joshua Titima        | 1992. október 20. (22 évesen)    | 5    | Power Dynamos       |
| 23   | CS    | Patrick Ngoma        | 1997. május 21. (17 évesen)      | 0    | Red Arrows          |

### Tunézia
Szövetségi kapitány:  Georges Leekens
| Szám | Poszt | Név                 | Születési dátum (Kor)            | Vál. | Klub               |
| ---- | ----- | ------------------- | -------------------------------- | ---- | ------------------ |
| 1    | K     | Fárúk Ben Musztafí  | 1989. július 1. (25 évesen)      | 10   | Club Africain      |
| 2    | V     | Szíám Ben Júszef    | 1989. március 31. (25 évesen)    | 12   | Astra Giurgiu      |
| 3    | V     | Aymen Abdennour     | 1989. augusztus 6. (25 évesen)   | 36   | Monaco             |
| 4    | V     | Bilel Mohsni        | 1987. július 21. (27 évesen)     | 4    | Rangers            |
| 5    | V     | Rámí ál-Bedúí       | 1990. január 19. (24 évesen)     | 4    | Étoile du Sahel    |
| 6    | KP    | Hoszin er-Ráged     | 1983. február 11. (31 évesen)    | 47   | Espérance de Tunis |
| 7    | KP    | Júszef ál-Mszákní   | 1990. október 28. (24 évesen)    | 28   | Lekhwiya           |
| 8    | CS    | Ádem ál-Rdzsáíbí    | 1994. április 5. (20 évesen)     | 0    | CA Bizertin        |
| 9    | KP    | Jászín es-Síhávi    | 1986. szeptember 22. (28 évesen) | 33   | Zürich             |
| 10   | CS    | Hamza Júnész        | 1986. április 16. (28 évesen)    | 7    | Ludogorec Razgrad  |
| 11   | CS    | Ámín ál-Srmítí      | 1987. december 26. (27 évesen)   | 36   | Zürich             |
| 12   | V     | Alí Malúl           | 1990. január 1. (25 évesen)      | 9    | CS Sfaxien         |
| 13   | KP    | Ferdzsání Szászí    | 1992. március 18. (22 évesen)    | 11   | Metz               |
| 14   | KP    | Stéphane Nater      | 1984. január 20. (30 évesen)     | 9    | Club Africain      |
| 15   | KP    | Mohamed Alí Manszer | 1991. április 28. (23 évesen)    | 1    | CS Sfaxien         |
| 16   | K     | Ájmen Mászlúszí     | 1984. szeptember 14. (30 évesen) | 43   | Étoile du Sahel    |
| 17   | V     | Hamzah ál-Maszlúszí | 1992. május 25. (22 évesen)      | 9    | CA Bizertin        |
| 18   | KP    | Vahbí Hazrí         | 1991. február 8. (23 évesen)     | 13   | Bordeaux           |
| 19   | CS    | Áhmed ál-Akáísí     | 1989. február 23. (25 évesen)    | 7    | Espérance de Tunis |
| 20   | V     | Mohamed Ali Yacoubi | 1990. október 5. (24 évesen)     | 3    | Espérance de Tunis |
| 21   | KP    | Dzsamál ál-Száíhí   | 1987. január 27. (27 évesen)     | 16   | Montpellier        |
| 22   | K     | Moez Ben Srífa      | 1991. június 24. (23 évesen)     | 12   | Espérance de Tunis |
| 23   | V     | Szelím Ben Dzsemí   | 1989. január 29. (25 évesen)     | 2    | Laval              |

### Zöld-foki Köztársaság
Szövetségi kapitány:  Rui Águas
| Szám | Poszt | Név             | Születési dátum (Kor)            | Vál. | Klub             |
| ---- | ----- | --------------- | -------------------------------- | ---- | ---------------- |
| 1    | K     | Vozinha         | 1986. június 3. (28 évesen)      | 19   | Progresso        |
| 2    | V     | Stopira         | 1988. május 20. (26 évesen)      | 15   | Videoton         |
| 3    | V     | Fernando Varela | 1987. november 26. (27 évesen)   | 33   | Steaua București |
| 4    | V     | Kay             | 1988. január 5. (27 évesen)      | 6    | CSU Craiova      |
| 5    | KP    | Babanco         | 1985. július 27. (29 évesen)     | 40   | Estoril          |
| 6    | KP    | Sérgio Semedo   | 1988. február 23. (26 évesen)    | 1    | Olhanense        |
| 7    | CS    | Odaïr Fortes    | 1987. március 31. (27 évesen)    | 18   | Stade de Reims   |
| 8    | KP    | Toni Varela     | 1986. június 13. (28 évesen)     | 24   | Excelsior        |
| 9    | CS    | Kuca            | 1989. augusztus 2. (25 évesen)   | 7    | Estoril          |
| 10   | CS    | Héldon          | 1988. november 14. (26 évesen)   | 32   | Sporting         |
| 11   | CS    | Garry Rodrigues | 2015. november 17. (-25 évesen)  | 8    | Elche            |
| 12   | K     | Ken             | 1994. június 6. (20 évesen)      | 1    | Nacional         |
| 13   | KP    | Platini         | 1986. április 16. (28 évesen)    | 13   | CSZKA Szofija    |
| 14   | V     | Gegé            | 1988. február 24. (26 évesen)    | 20   | Marítimo         |
| 15   | KP    | Nuno Rocha      | 1992. március 25. (22 évesen)    | 5    | CSU Craiova      |
| 16   | K     | Ivan Cruz       | 1996. május 3. (18 évesen)       | 0    | Gil Vicente      |
| 17   | KP    | Calú            | 1983. szeptember 20. (31 évesen) | 12   | Progresso        |
| 18   | V     | Nivaldo         | 1988. július 10. (26 évesen)     | 19   | Teplice          |
| 19   | CS    | Júlio Tavares   | 1988. november 19. (26 évesen)   | 11   | Dijon            |
| 20   | CS    | Ryan Mendes     | 1990. január 8. (25 évesen)      | 20   | Lille            |
| 21   | CS    | Djaniny         | 1991. március 21. (23 évesen)    | 18   | Santos Laguna    |
| 22   | V     | Jeffrey Fortes  | 1989. március 22. (25 évesen)    | 3    | FC Dordrecht     |
| 23   | V     | Carlitos        | 1985. április 23. (29 évesen)    | 19   | AÉ Lemeszú       |

### Kongói DK
Szövetségi kapitány:  Florent Ibengé
| Szám | Poszt | Név                    | Születési dátum (Kor)          | Vál. | Klub                 |
| ---- | ----- | ---------------------- | ------------------------------ | ---- | -------------------- |
| 1    | K     | Robert Kidiaba         | 1976. február 1. (38 évesen)   | 53   | Mazembe              |
| 2    | V     | Issama Mpeko           | 1986. március 3. (28 évesen)   | 31   | Kabuscorp            |
| 3    | V     | Jean Kasusula          | 1986. augusztus 5. (28 évesen) | 34   | Mazembe              |
| 4    | V     | Christopher Oualembo   | 1987. január 31. (27 évesen)   | 5    | Académica            |
| 5    | KP    | Nelson Munganga        | 1993. július 27. (21 évesen)   | 2    | Vita Club            |
| 6    | KP    | Cédric Makiadi         | 1984. február 23. (30 évesen)  | 22   | Werder Bremen        |
| 7    | KP    | Youssouf Mulumbu       | 1987. január 25. (27 évesen)   | 25   | West Bromwich Albion |
| 8    | KP    | Hervé Kage             | 1989. április 10. (25 évesen)  | 2    | Genk                 |
| 9    | CS    | Dieumerci Mbokani      | 1985. november 22. (29 évesen) | 25   | Dinamo Kijiv         |
| 10   | KP    | Neeskens Kebano        | 1992. március 10. (22 évesen)  | 3    | Charleroi            |
| 11   | CS    | Yannick Bolasie        | 1989. május 24. (25 évesen)    | 10   | Crystal Palace       |
| 12   | V     | Bawaka Mabele          | 1988. június 9. (26 évesen)    | 5    | Vita Club            |
| 13   | CS    | Junior Kabananga       | 1989. április 4. (25 évesen)   | 4    | Cercle Brugge        |
| 14   | V     | Gabriel Zakuani        | 1986. május 31. (28 évesen)    | 8    | Peterborough United  |
| 15   | V     | Joël Kimwaki           | 1986. október 14. (28 évesen)  | 33   | Mazembe              |
| 16   | K     | Mulopo Kudimbana       | 1987. január 21. (27 évesen)   | 4    | Anderlecht           |
| 17   | V     | Cédric Mongongu        | 1989. június 22. (25 évesen)   | 30   | Évian                |
| 18   | CS    | Cedrick Mabwati        | 1992. március 8. (22 évesen)   | 7    | Osasuna              |
| 19   | CS    | Jeremy Bokila          | 1988. november 14. (26 évesen) | 7    | Tyerek Groznij       |
| 20   | KP    | Lema Mabidi            | 1993. június 11. (21 évesen)   | 16   | Vita Club            |
| 21   | CS    | Firmin Ndombe Mubele   | 1994. április 17. (20 évesen)  | 14   | Vita Club            |
| 22   | V     | Chancel Mbemba Mangulu | 1994. augusztus 8. (20 évesen) | 8    | Anderlecht           |
| 23   | K     | Parfait Mandanda       | 1989. október 10. (25 évesen)  | 7    | Charleroi            |

## C csoport

### Ghána
Szövetségi kapitány:  Ávrám Grant
| Szám | Poszt | Név                    | Születési dátum (Kor)            | Vál. | Klub                              |
| ---- | ----- | ---------------------- | -------------------------------- | ---- | --------------------------------- |
| 1    | K     | Brimah Razak           | 1987. június 22. (27 évesen)     | 4    | Mirandés                          |
| 2    | CS    | Kwesi Appiah           | 1990. augusztus 12. (24 évesen)  | 0    | Cambridge United                  |
| 3    | CS    | Asamoah Gyan ()        | 2015. január 17. (-30 évesen)    | 86   | Al-Ain                            |
| 4    | V     | Edwin Gyimah           | 1991. március 9. (23 évesen)     | 5    | Mpumalanga Black Aces             |
| 5    | V     | Mohamed Awal           | 1988. május 1. (26 évesen)       | 4    | Maritzburg United                 |
| 6    | KP    | Afriyie Acquah         | 1992. január 5. (23 évesen)      | 8    | Parma                             |
| 7    | KP    | Christian Atsu         | 1992. január 10. (23 évesen)     | 31   | Everton (kölcsönben a Chelseatől) |
| 8    | KP    | Emmanuel Agyemang-Badu | 1990. december 2. (24 évesen)    | 55   | Udinese                           |
| 9    | CS    | Jordan Ayew            | 1991. szeptember 11. (23 évesen) | 21   | Lorient                           |
| 10   | KP    | André Ayew             | 1989. december 17. (25 évesen)   | 57   | Marseille                         |
| 11   | KP    | Wakaso Mubarak         | 1990. július 25. (24 évesen)     | 25   | Celtic                            |
| 12   | K     | Ernest Sowah           | 1988. március 31. (26 évesen)    | 1    | Don Bosco                         |
| 13   | KP    | Mohammed Rabiu         | 1989. december 31. (25 évesen)   | 26   | Kubany Krasznodar                 |
| 14   | KP    | Solomon Asante         | 1990. szeptember 15. (24 évesen) | 16   | Mazembe                           |
| 15   | CS    | Mahatma Otoo           | 1992. február 6. (22 évesen)     | 3    | Sogndal                           |
| 16   | K     | Fatau Dauda            | 1985. április 6. (29 évesen)     | 21   | Ashanti Gold                      |
| 17   | V     | Baba Rahman            | 1994. július 2. (20 évesen)      | 5    | Augsburg                          |
| 18   | V     | Daniel Amartey         | 1994. december 21. (20 évesen)   | 0    | København                         |
| 19   | V     | Jonathan Mensah        | 1990. július 13. (24 évesen)     | 38   | Évian                             |
| 20   | CS    | David Accam            | 1990. szeptember 28. (24 évesen) | 0    | Chicago Fire                      |
| 21   | V     | John Boye              | 1987. április 23. (27 évesen)    | 36   | Kayseri Erciyesspor               |
| 22   | KP    | Frank Acheampong       | 1993. október 16. (21 évesen)    | 2    | Anderlecht                        |
| 23   | V     | Harrison Afful         | 1986. június 24. (28 évesen)     | 49   | Espérance                         |

### Algéria
Szövetségi kapitány:  Christian Gourcuff
| Szám | Poszt | Név                | Születési dátum (Kor)           | Vál. | Klub               |
| ---- | ----- | ------------------ | ------------------------------- | ---- | ------------------ |
| 1    | K     | Azzedine Dúkhá     | 1986. augusztus 5. (28 évesen)  | 5    | JS Kabylie         |
| 2    | V     | Madzsid Bugerra () | 1982. október 7. (32 évesen)    | 66   | Al-Fujairah        |
| 3    | V     | Fauzi Gulam        | 1991. február 1. (23 évesen)    | 12   | Napoli             |
| 4    | V     | Liaszine Cadamuro  | 1988. március 5. (26 évesen)    | 8    | Osasuna            |
| 5    | V     | Rafik Halisz       | 1986. szeptember 2. (28 évesen) | 35   | Qatar              |
| 6    | V     | Dzsamel Meszbah    | 1984. október 9. (30 évesen)    | 33   | Sampdoria          |
| 7    | KP    | Rijad Mahrez       | 1991. február 21. (23 évesen)   | 9    | Leicester City     |
| 8    | KP    | Medi Laszen        | 1984. május 15. (30 évesen)     | 38   | Getafe             |
| 9    | CS    | Ishak Belfodil     | 1992. január 12. (23 évesen)    | 5    | Parma              |
| 10   | KP    | Szofiane Feguli    | 1989. december 26. (25 évesen)  | 29   | Valencia           |
| 11   | KP    | Jaszin Brahimi     | 1990. február 8. (24 évesen)    | 15   | Porto              |
| 12   | V     | Carl Medzsani      | 1985. május 15. (29 évesen)     | 35   | Trabzonspor        |
| 13   | CS    | Iszlam Szlimani    | 1988. június 18. (26 évesen)    | 30   | Sporting           |
| 14   | KP    | Nabil Bentaleb     | 1994. november 24. (20 évesen)  | 9    | Tottenham Hotspur  |
| 15   | CS    | El Arabi Szudani   | 1987. november 25. (27 évesen)  | 28   | Dinamo Zagreb      |
| 16   | K     | Cedric Szi Mohamed | 1985. január 9. (30 évesen)     | 1    | CS Constantine     |
| 17   | KP    | Fuád Kadir         | 1983. december 5. (31 évesen)   | 23   | Real Betis         |
| 18   | KP    | Abdelmumene Dzsabu | 1987. január 31. (27 évesen)    | 12   | Club Africain      |
| 19   | KP    | Szafír Taider      | 1992. február 29. (22 évesen)   | 19   | Sassuolo           |
| 20   | V     | Aissza Mandi       | 1991. október 22. (23 évesen)   | 10   | Reims              |
| 21   | KP    | Ahmed Kaszhi       | 1988. november 18. (26 évesen)  | 0    | Metz               |
| 22   | V     | Mehdi Zeffane      | 1992. május 19. (22 évesen)     | 1    | Lyon               |
| 23   | K     | Raisz Mbohi        | 1986. április 25. (28 évesen)   | 36   | Philadelphia Union |

### Dél-afrikai Köztársaság
Szövetségi kapitány:  Ephraim Mashaba
| Szám | Poszt | Név                    | Születési dátum (Kor)           | Vál. | Klub                  |
| ---- | ----- | ---------------------- | ------------------------------- | ---- | --------------------- |
| 1    | K     | Darren Keet            | 1989. augusztus 5. (25 évesen)  | 4    | Kortrijk              |
| 2    | V     | Rivaldo Coetzee        | 1996. október 16. (18 évesen)   | 5    | Ajax Cape Town        |
| 3    | V     | Eric Mathoho           | 1990. március 1. (24 évesen)    | 16   | Kaizer Chiefs         |
| 4    | V     | Siyabonga Nhlapo       | 1988. december 23. (26 évesen)  | 2    | Bidvest Wits          |
| 5    | KP    | Andile Jali            | 1990. április 10. (24 évesen)   | 21   | Oostende              |
| 6    | V     | Anele Ngcongca         | 1987. október 20. (27 évesen)   | 41   | Racing Genk           |
| 7    | KP    | Mandla Masango         | 1989. július 18. (25 évesen)    | 9    | Kaizer Chiefs         |
| 8    | KP    | Bongani Zungu          | 1992. október 9. (22 évesen)    | 9    | Mamelodi Sundowns     |
| 9    | CS    | Bongani Ndulula        | 1989. november 29. (25 évesen)  | 6    | AmaZulu               |
| 10   | CS    | Sibusiso Vilakazi      | 1989. december 29. (25 évesen)  | 10   | Bidvest Wits          |
| 11   | V     | Thabo Matlaba          | 1987. december 13. (27 évesen)  | 15   | Orlando Pirates       |
| 12   | KP    | Reneilwe Letsholonyane | 1982. június 9. (32 évesen)     | 52   | Kaizer Chiefs         |
| 13   | KP    | Thamsanqa Sangweni     | 1989. május 26. (25 évesen)     | 2    | Chippa United         |
| 14   | V     | Thulani Hlatshwayo     | 1989. december 18. (25 évesen)  | 12   | Bidvest Wits          |
| 15   | KP    | Dean Furman            | 1988. június 22. (26 évesen)    | 25   | Doncaster Rovers      |
| 16   | K     | Nhlanhla Khuzwayo      | 1990. február 9. (24 évesen)    | 3    | Kaizer Chiefs         |
| 17   | CS    | Bernard Parker         | 1986. március 16. (28 évesen)   | 70   | Kaizer Chiefs         |
| 18   | KP    | Thuso Phala            | 1986. május 27. (28 évesen)     | 15   | SuperSport United     |
| 19   | KP    | Themba Zwane           | 1989. augusztus 3. (25 évesen)  | 6    | Mamelodi Sundowns     |
| 20   | KP    | Oupa Manyisa           | 1988. július 30. (26 évesen)    | 20   | Orlando Pirates       |
| 21   | V     | Ayanda Gcaba           | 1986. március 8. (28 évesen)    | 1    | Orlando Pirates       |
| 22   | K     | Jackson Mabokgwane     | 1988. január 19. (26 évesen)    | 1    | Mpumalanga Black Aces |
| 23   | CS    | Tokelo Rantie          | 1990. szeptember 8. (24 évesen) | 27   | Bournemouth           |

### Szenegál
Szövetségi kapitány:  Alain Giresse
| Szám | Poszt | Név              | Születési dátum (Kor)            | Vál. | Klub               |
| ---- | ----- | ---------------- | -------------------------------- | ---- | ------------------ |
| 1    | K     | Bouna Coundoul   | 1982. március 4. (32 évesen)     | 24   | Ethnikósz Áhnasz   |
| 2    | V     | Kara Mbodj       | 1989. november 11. (25 évesen)   | 12   | Racing Genk        |
| 3    | V     | Papy Djilobodji  | 1988. január 12. (27 évesen)     | 9    | Nantes             |
| 4    | KP    | Alfred N'Diaye   | 1990. március 6. (24 évesen)     | 7    | Real Betis         |
| 5    | KP    | Papakouli Diop   | 1986. március 19. (28 évesen)    | 9    | Levante            |
| 6    | V     | Lamine Sané      | 1987. március 22. (27 évesen)    | 21   | Bordeaux           |
| 7    | CS    | Moussa Sow       | 1986. január 19. (28 évesen)     | 28   | Fenerbahçe         |
| 8    | KP    | Cheikhou Kouyaté | 1989. december 21. (25 évesen)   | 12   | West Ham United    |
| 9    | CS    | Mame Biram Diouf | 1987. december 16. (27 évesen)   | 23   | Stoke City         |
| 10   | CS    | Sadio Mané       | 1992. április 10. (22 évesen)    | 19   | Southampton        |
| 11   | CS    | Dame N'Doye      | 1985. február 21. (29 évesen)    | 23   | Lokomotyiv Moszkva |
| 12   | KP    | Stéphane Badji   | 1990. május 29. (24 évesen)      | 13   | Brann              |
| 13   | V     | Cheikh M'Bengue  | 1988. július 23. (26 évesen)     | 15   | Rennes             |
| 14   | V     | Zargo Touré      | 1989. november 11. (25 évesen)   | 6    | Le Havre           |
| 15   | CS    | Papiss Cissé     | 1985. június 3. (29 évesen)      | 31   | Newcastle United   |
| 16   | K     | Lys Gomis        | 1989. október 6. (25 évesen)     | 1    | Trapani            |
| 17   | KP    | Idrissa Gueye    | 1989. szeptember 26. (25 évesen) | 19   | Lille              |
| 18   | V     | Pape Souaré      | 1990. június 6. (24 évesen)      | 11   | Lille              |
| 19   | CS    | Moussa Konaté    | 1993. április 3. (21 évesen)     | 8    | Sion               |
| 20   | KP    | Salif Sané       | 1990. augusztus 25. (24 évesen)  | 7    | Hannover 96        |
| 21   | V     | Lamine Gassama   | 1989. október 20. (25 évesen)    | 7    | Lorient            |
| 22   | KP    | Henri Saivet     | 1990. október 26. (24 évesen)    | 4    | Bordeaux           |
| 23   | K     | Papa Camara      | 1993. január 16. (22 évesen)     | 1    | Sochaux            |

## D csoport

### Elefántcsontpart
Szövetségi kapitány:  Hervé Renard
| Szám | Poszt | Név                    | Születési dátum (Kor)            | Vál. | Klub                |
| ---- | ----- | ---------------------- | -------------------------------- | ---- | ------------------- |
| 1    | K     | Boubacar Barry         | 1979. december 30. (35 évesen)   | 83   | Lokeren             |
| 2    | V     | Ousmane Viera          | 1986. december 21. (28 évesen)   | 5    | Çaykur Rizespor     |
| 3    | KP    | Roger Assalé           | 1993. november 13. (21 évesen)   | 2    | Mazembe             |
| 4    | V     | Kolo Touré             | 1981. március 19. (33 évesen)    | 109  | Liverpool           |
| 5    | V     | Siaka Tiéné            | 1982. február 22. (32 évesen)    | 87   | Montpellier         |
| 6    | KP    | Cheick Doukouré        | 1992. szeptember 11. (22 évesen) | 0    | Metz                |
| 7    | CS    | Seydou Doumbia         | 1987. december 31. (27 évesen)   | 22   | CSZKA Moszkva       |
| 8    | CS    | Salomon Kalou          | 1985. augusztus 5. (29 évesen)   | 69   | Hertha Berlin       |
| 9    | KP    | Cheick Tioté           | 1986. június 21. (28 évesen)     | 48   | Newcastle United    |
| 10   | CS    | Gervinho               | 1987. május 27. (27 évesen)      | 60   | Roma                |
| 11   | CS    | Junior Tallo           | 1992. december 21. (22 évesen)   | 2    | Bastia              |
| 12   | CS    | Wilfried Bony          | 1988. december 10. (26 évesen)   | 32   | Manchester City FC  |
| 13   | V     | Jean-Daniel Akpa-Akpro | 1992. október 11. (22 évesen)    | 4    | Toulouse            |
| 14   | KP    | Ismaël Diomandé        | 1992. augusztus 28. (22 évesen)  | 5    | Saint-Étienne       |
| 15   | KP    | Max Gradel             | 1987. november 30. (27 évesen)   | 32   | Saint-Étienne       |
| 16   | K     | Sylvain Gbohouo        | 1988. október 29. (26 évesen)    | 4    | Séwé Sport          |
| 17   | V     | Serge Aurier           | 1992. december 24. (22 évesen)   | 17   | Paris Saint-Germain |
| 18   | CS    | Lacina Traoré          | 1990. május 20. (24 évesen)      | 10   | Monaco              |
| 19   | KP    | Yaya Touré ()          | 1983. május 13. (31 évesen)      | 88   | Manchester City     |
| 20   | KP    | Serey Die              | 1984. november 7. (30 évesen)    | 13   | Basel               |
| 21   | V     | Eric Bertrand Bailly   | 1994. április 12. (30 éves)      | 0    | Espanyol            |
| 22   | V     | Wilfried Kanon         | 1993. július 6. (21 évesen)      | 0    | ADO Den Haag        |
| 23   | K     | Sayouba Mandé          | 1993. június 15. (21 évesen)     | 1    | Stabæk              |

### Mali
Szövetségi kapitány:  Henryk Kasperczak
| Szám | Poszt | Név               | Születési dátum (Kor)           | Vál. | Klub                    |
| ---- | ----- | ----------------- | ------------------------------- | ---- | ----------------------- |
| 1    | K     | Germain Berthé    | 1993. október 24. (21 évesen)   | 1    | Onze Créateurs          |
| 2    | V     | Fousseni Diawara  | 1980. augusztus 28. (34 évesen) | 54   | Tours                   |
| 3    | V     | Adama Tamboura    | 1985. május 18. (29 évesen)     | 75   | Randers                 |
| 4    | V     | Salif Coulibaly   | 1988. május 13. (26 évesen)     | 10   | Mazembe                 |
| 5    | V     | Idrissa Coulibaly | 1987. december 19. (27 évesen)  | 14   | Hassania Agadir         |
| 6    | KP    | Tongo Doumbia     | 1989. augusztus 6. (25 évesen)  | 13   | Toulouse                |
| 7    | CS    | Mustapha Yatabaré | 1986. január 26. (28 évesen)    | 23   | Trabzonspor             |
| 8    | KP    | Yacouba Sylla     | 1990. november 29. (24 évesen)  | 9    | Kayseri Erciyesspor     |
| 9    | CS    | Mohamed Traoré    | 1988. november 18. (26 évesen)  | 5    | Al-Merrikh              |
| 10   | KP    | Bakary Sako       | 1988. április 26. (26 évesen)   | 8    | Wolverhampton Wanderers |
| 11   | KP    | Sigamary Diarra   | 1984. január 10. (31 évesen)    | 22   | Valenciennes            |
| 12   | KP    | Seydou Keita      | 1980. január 16. (35 évesen)    | 94   | Roma                    |
| 13   | V     | Ousmane Coulibaly | 1989. július 9. (25 évesen)     | 14   | Plataniá                |
| 14   | KP    | Sambou Yatabaré   | 1989. március 2. (25 évesen)    | 16   | Guingamp                |
| 15   | V     | Drissa Diakité    | 1985. február 18. (29 évesen)   | 39   | Bastia                  |
| 16   | K     | Soumbeïla Diakité | 1984. augusztus 25. (30 évesen) | 40   | Esteghlal Khuzestan     |
| 17   | KP    | Mamoutou N'Diaye  | 1990. március 15. (24 évesen)   | 2    | Zulte-Waregem           |
| 18   | CS    | Abdoulay Diaby    | 1991. május 21. (23 évesen)     | 3    | Mouscron-Péruwelz       |
| 19   | V     | Mohamed Konaté    | 1992. október 20. (22 évesen)   | 2    | Nahdat Berkane          |
| 20   | CS    | Modibo Maïga      | 1987. szeptember 3. (27 évesen) | 39   | Metz                    |
| 21   | KP    | Abdou Traoré      | 1988. január 17. (27 évesen)    | 28   | Bordeaux                |
| 22   | K     | Abdoulaye Samaké  | 1994. június 27. (20 évesen)    | 0    | CS Duguwolofila         |
| 23   | V     | Molla Wagué       | 1991. február 21. (23 évesen)   | 7    | Udinese                 |

### Kamerun
Szövetségi kapitány:  Volker Finke
| Szám | Poszt | Név                      | Születési dátum (Kor)            | Vál. | Klub                |
| ---- | ----- | ------------------------ | -------------------------------- | ---- | ------------------- |
| 1    | K     | Guy N'dy Assembé         | 1986. február 28. (28 évesen)    | 12   | Nancy               |
| 2    | CS    | Léonard Kweuke           | 1987. július 12. (27 évesen)     | 17   | Çaykur Rizespor     |
| 3    | V     | Nicolas N’Koulou         | 1990. március 27. (24 évesen)    | 56   | Marseille           |
| 4    | KP    | Raoul Loé                | 1989. január 31. (25 évesen)     | 8    | Osasuna             |
| 5    | V     | Jérôme Guihoata          | 1994. október 7. (20 évesen)     | 7    | Valenciennes        |
| 6    | V     | Ambroise Oyongo          | 1991. június 22. (23 évesen)     | 6    | New York Red Bulls  |
| 7    | CS    | Clinton N'Jie            | 1993. augusztus 15. (21 évesen)  | 7    | Lyon                |
| 8    | CS    | Benjamin Moukandjo       | 1988. november 12. (26 évesen)   | 24   | Reims               |
| 9    | V     | Frank Bagnack            | 1995. június 7. (19 évesen)      | 1    | Barcelona B         |
| 10   | CS    | Vincent Aboubakar        | 1992. január 22. (22 évesen)     | 32   | Porto               |
| 11   | KP    | Edgar Salli              | 1992. augusztus 17. (22 évesen)  | 18   | Académica           |
| 12   | V     | Henri Bedimo             | 1984. június 4. (30 évesen)      | 38   | Lyon                |
| 13   | CS    | Eric Maxim Choupo-Moting | 1989. március 23. (25 évesen)    | 35   | Schalke 04          |
| 14   | KP    | Georges Mandjeck         | 1988. december 9. (26 évesen)    | 26   | Kayseri Erciyesspor |
| 15   | CS    | Franck Etoundi           | 1990. augusztus 30. (24 évesen)  | 4    | Zürich              |
| 16   | K     | Fabrice Ondoa            | 1995. december 24. (19 évesen)   | 8    | Barcelona B         |
| 17   | KP    | Stéphane Mbia ()         | 1986. május 20. (28 évesen)      | 57   | Sevilla             |
| 18   | KP    | Eyong Enoh               | 1986. március 23. (28 évesen)    | 46   | Standard de Liège   |
| 19   | V     | Cédric Djeugoué          | 1992. augusztus 28. (22 évesen)  | 7    | Coton Sport         |
| 20   | KP    | Franck Kom               | 1991. szeptember 18. (23 évesen) | 5    | Étoile du Sahel     |
| 21   | V     | Aurélien Chedjou         | 1985. június 20. (29 évesen)     | 33   | Galatasaray         |
| 22   | KP    | Patrick Ekeng            | 1990. március 26. (24 évesen)    | 2    | Córdoba             |
| 23   | K     | Pierre-Sylvain Abogo     | 1993. július 18. (21 évesen)     | 0    | Tonnerre Yaoundé    |

### Guinea
Szövetségi kapitány:  Michel Dussuyer
| Szám | Poszt | Név                 | Születési dátum (Kor)           | Vál. | Klub                     |
| ---- | ----- | ------------------- | ------------------------------- | ---- | ------------------------ |
| 1    | K     | Naby Yattara        | 1984. január 12. (31 évesen)    | 39   | Arles-Avignon            |
| 2    | CS    | Mohamed Yattara     | 1993. július 28. (21 évesen)    | 12   | Lyon                     |
| 3    | V     | Issiaga Sylla       | 1994. január 1. (21 évesen)     | 12   | Toulouse                 |
| 4    | V     | Florentin Pogba     | 1990. augusztus 19. (24 évesen) | 7    | Saint-Étienne            |
| 5    | V     | Fodé Camara         | 1988. augusztus 17. (26 évesen) | 10   | Horoya                   |
| 6    | V     | Kamil Zayatte       | 1985. március 7. (29 évesen)    | 46   | Sheffield Wednesday      |
| 7    | CS    | Abdoul Camara       | 1990. február 20. (24 évesen)   | 11   | Angers                   |
| 8    | CS    | Ibrahima Traoré     | 1988. április 21. (26 évesen)   | 29   | Borussia Mönchengladbach |
| 9    | KP    | Guy-Michel Landel   | 1990. július 7. (24 évesen)     | 4    | Orduspor                 |
| 10   | KP    | Kévin Constant      | 1987. május 15. (27 évesen)     | 21   | Trabzonspor              |
| 11   | CS    | Idrissa Sylla       | 1990. december 3. (24 évesen)   | 14   | Zulte-Waregem            |
| 12   | KP    | Ibrahima Conté      | 1991. április 3. (23 évesen)    | 27   | Anderlecht               |
| 13   | V     | Abdoulaye Cissé     | 1994. november 30. (20 évesen)  | 6    | Angers                   |
| 14   | KP    | Lanfia Camara       | 1986. október 3. (28 évesen)    | 8    | KRC Mechelen             |
| 15   | KP    | Naby Keïta          | 1995. február 10. (19 évesen)   | 8    | Red Bull Salzburg        |
| 16   | K     | Abdul Aziz Keita    | 1990. június 17. (24 évesen)    | 10   | Kaloum Star              |
| 17   | KP    | Boubacar Fofana     | 1989. november 6. (25 évesen)   | 8    | Nacional                 |
| 18   | CS    | Seydouba Soumah     | 1991. június 11. (23 évesen)    | 11   | Slovan Bratislava        |
| 19   | CS    | François Kamano     | 1996. május 2. (18 évesen)      | 2    | Bastia                   |
| 20   | V     | Baissama Sankoh     | 1992. március 20. (22 évesen)   | 5    | Guingamp                 |
| 21   | V     | Mohammed Diarra     | 1992. június 2. (22 évesen)     | 7    | OB                       |
| 22   | K     | Aboubacar Camara    | 1993. június 1. (21 évesen)     | 0    | UCAM Murcia              |
| 23   | V     | Djibril Tamsir Paye | 1990. február 26. (24 évesen)   | 1    | Zulte-Waregem            |

## Fordítás
- Ez a szócikk részben vagy egészben  a(z)   2015 Africa Cup of Nations squads című angol Wikipédia-szócikk fordításán alapul.  Az eredeti cikk szerkesztőit annak laptörténete sorolja fel. Ez a jelzés csupán a megfogalmazás eredetét és a szerzői jogokat jelzi, nem szolgál a cikkben szereplő információk forrásmegjelöléseként.